# Athenaeus (werktuigkundige)
Athenaeus (Oudgrieks: Ἀθήναιος / Athénaios) was een oud-Grieks militair ingenieur en schrijver. Hij wordt meestal aangeduid als Athenaeus Mechanicus om hem te onderscheiden van Athenaeus van Naucratis en Athenaeus van Attaleia. Waarschijnlijk is hij dezelfde persoon als Athenaeus van Seleucia, in de 1e eeuw v.Chr. een lid van de Peripatetische School.
Athenaeus  is voornamelijk bekend van zijn werk over belegeringsmachines "over machines" (Περὶ μηχανημάτων / Peri mêkhanêmatôn), dat hij baseerde op een verloren gegaan werk van zijn leermeester Agesistratos.